# James Irwin
James Benson Irwin (Pittsburgh, Pennsylvania,  1930. március 17. – Glenwood Springs, Colorado, 1991. augusztus 8.) amerikai űrhajós-ezredes.

## Élete
1951-ben végzett az USA Tengerészeti Akadémiáján. Ezután átirányították a légierőkhöz, ahol berepülőpilóta lett. Több mint 7000 órát töltött a levegőben, mielőtt elérte az ezredesi rangot. 1957-ben a Michigani Egyetemen három tiszteletbeli doktori címet kapott. 1966. április 4-től a 3. csoportban részesült űrhajóskiképzésben, az Apollo-program egyik résztvevőjének. 1971 júliusában az Apollo–15 űrhajó személyzetének tagjaként leszállt a Holdra, és ő próbálta ki a világ első holdautóját. A nyolcadik ember, aki a Hold felszínére léphetett. Összesen 17 napot, 7 órát és 12 percet töltött a világűrben.
A Földre visszatérve kijelentette, hogy utazása „a vallási megvilágosodást” jelentette számára. 1972. július 31-én kivált a NASA és a légierő kötelékéből. Egyházi ügyekkel foglalkozott, egy evangélikál alapítvány elnökeként. 1982-ben csatlakozott egy expedícióhoz, amely a törökországi Ararát-hegyen Noé bárkáját kívánta felkutatni. A Holdon eddig 12 amerikai űrhajós járt, közülük ő távozott elsőként az élők sorából. 3 alkalommal volt infarktusa. Szívroham következtében hunyt el 1991. augusztus 8-án.

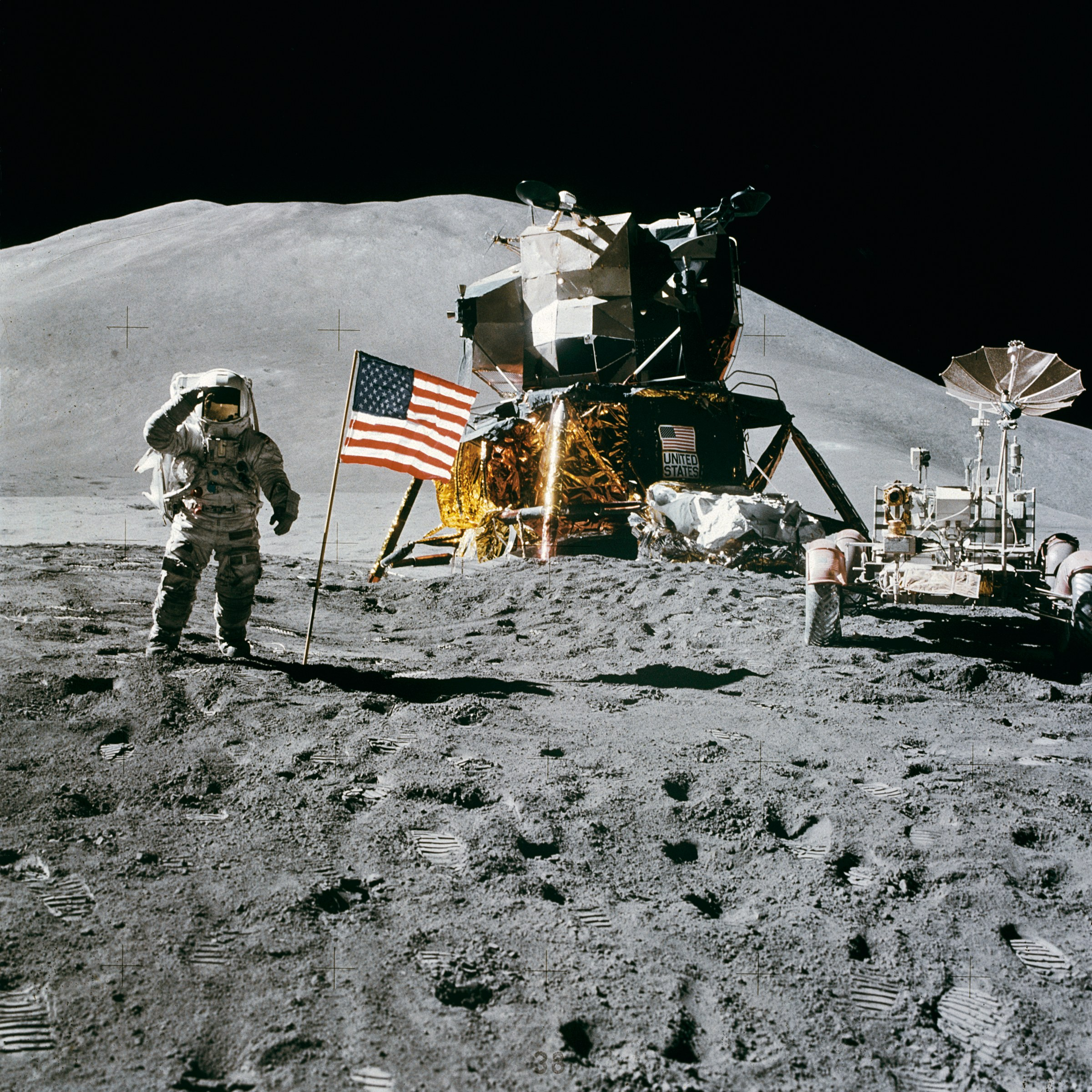
James Irwin az amerikai zászlónak tiszteleg a teljes hardverrel, mint „díszlettel” körülvéve

## Tartalék személyzet
- Apollo–12 tartalék holdkomppilóta.